# Campionati mondiali di biathlon 2006
I Campionati mondiali di biathlon 2006 si svolsero a Pokljuka, in Slovenia, il 12 marzo e contemplarono esclusivamente la gara di staffetta mista. Essendo il 2006 anno olimpico, non fu disputato il programma completo dei Mondiali e a Pokljuka si gareggiò solo per assegnare il titolo che non faceva parte del programma olimpico.

## Risultati

### Misto

#### Staffetta 4x6 km
| Posizione | Nazione     | Atlete                                                                  | Tempo      | Penalità                                |
| --------- | ----------- | ----------------------------------------------------------------------- | ---------- | --------------------------------------- |
| 1         | Russia II   | Anna Bogalij-Titovec Sergej Čepikov Irina Mal'gina Nikolaj Kruglov      | 1:16:24.83 | 0+0 - 0+2 0+2 - 1+3 0+1 - 0+1 0+1 - 0+0 |
| 2         | Norvegia I  | Linda Grubben Halvard Hanevold Tora Berger Ole Einar Bjørndalen         | 1:17:18.56 | 0+1 - 0+1 0+2 - 1+3 0+2 - 2+3 0+1 - 0+3 |
| 3         | Francia I   | Florence Baverel-Robert Vincent Defrasne Sandrine Bailly Raphaël Poirée | 1:18:23.04 | 0+1 - 0+2 0+0 - 2+3 0+0 - 3+2 0+1 - 0+1 |
| 4         | Germania I  | Simone Hauswald Michael Rösch Kati Wilhelm Andreas Birnbacher           | -          |                                         |
| 5         | Slovenia II | Dijana Ravnikar Klemen Bauer Lucija Larisi Gregor Brvar                 | -          |                                         |

12 marzo

## Medagliere per nazioni
| Posizione | Nazione  | Oro | Argento | Bronzo | Totale |
| --------- | -------- | --- | ------- | ------ | ------ |
| 1         | Russia   | 1   | 0       | 0      | 1      |
| 2         | Norvegia | 0   | 1       | 0      | 1      |
| 3         | Francia  | 0   | 0       | 1      | 1      |